# Donna Rosita nubile
Donna Rosita nubile o Il linguaggio dei fiori (in lingua originale Doña Rosita la soltera o el lenguaje de las flores), noto semplicemente come Donna Rosita nubile, è un dramma in tre atti scritto nel 1935 da Federico García Lorca e rappresentato lo stesso anno al Teatro Principal di Barcellona. Come attrice principale, nel ruolo di Rosita, vi era Margarita Xirgu, già celebre interprete di altre opere lorchiane. Il testo è sottotitolato "Poema granadino del novecientos, dividido en varios jardines con escenas de canto y baile".
Ispirato alla vita della zia Clotilde García Picossi, il dramma è incentrato sull'amore di Donna Rosita per suo cugino che, lasciata la Spagna per occuparsi degli affari di famiglia in Sudamerica, non tornerà mai più per prenderla in sposa come invece aveva promesso.

## Trama
Nella città di Granada, l'orfana Rosita e il cugino si giurano amore eterno: il loro fidanzamento è benedetto dagli zii di Rosita. Quando l'uomo è costretto a partire per l'Argentina, dove lo chiama il padre per occuparsi delle proprietà di famiglia, Rosita rimane in città ad attendere il ritorno del fidanzato, invecchiando e vedendo attorno a sé le coetanee sposarsi e formare una famiglia. Il dramma si amplia quando la zia di Rosita, rimasta ormai vedova, viene a conoscenza del fatto che il nipote si è nel frattempo unito in matrimonio con un'altra donna nonostante in passato avesse dichiarato in una lettera l'intenzione di sposare Rosita per procura. Alla fine dei conti, Rosita ammette di averlo sempre saputo ma di essersi chiusa in casa per non vedere la realtà.